# 埃米琳·惠顿
埃米琳·惠顿（英語：Emelyn Whiton，1916年3月1日—1962年3月1日），美国女子帆船运动员。她曾代表美国参加1952年夏季奥林匹克运动会帆船比赛，获得一枚金牌。她于1962年在美國航空 1 號班機空难中丧生。

## 家庭
前夫赫尔曼·惠顿。